# にごり酢
にごり酢（にごりす）は、 発酵に使用された酢酸菌を含む酢。 
酢酸菌をろ過せずに出荷されており、酢酸菌は酢に溶けないため外観が濁っている。一般的に濁った液状食品は消費者に一定の変敗への不安を与えるため、流通している酢の大部分は酢酸菌をろ過している。

## 特徴
にごり酢は、ヨーグルト､納豆などと同様に、発酵に用いた菌をまるごと食べることが可能である。
にごり酢を生産する蔵は、2021年時点で日本国内に約10軒確認されている。
江戸時代から酢の蔵元で嗜まれた文化を持ち、その後発酵食品での健康志向から2020年代以降に酢酸菌を豊富に含むにごり酢においてもブームが再燃している。酢を製造する食品メーカーでは、酢から採れる酢酸菌をより多くするための培養技術が研究や商品開発が行われている。

## 風味
にごり酢に含まれる酢酸菌には、バリン、ロイシン、イソロイシンなどの必須アミノ酸や、うまみ成分として知られるアスパラギン酸やグルタミン酸が含まれている。
また、日本、アメリカ合衆国、フィリピン、イタリア、中国のにごり酢について、ガスクロマトグラフ質量分析計（GC-MS）による香気成分分析を行った結果、エステル、アルデヒド、ケトンやアルコールなどの揮発性有機化合物が含まれており、酢の香り成分として寄与していると報告されている。

## 効能の主張
にごり酢の成分である酢酸菌には、免疫機能の維持、花粉･ホコリ･ハウスダストによるアレルギー症状の改善、酢酸には、食後血糖値の上昇抑制、BMI25以上30以下の被験者に対する内臓脂肪減少、高めの血圧低下がそれぞれ確認されている。にごり酢に健康増進の効能を主張する書籍もある。

## 日本以外の代表的なにごり酢
日本国外でもにごり酢は少ないが、北米を中心に、酢酸菌をろ過しない「にごりりんご酢」が生産され、アップルサイダービネガー（ACV）と呼ばれている。